# Taranto Open
Il Taranto Open è stato un torneo femminile di tennis giocato a Taranto, in Italia, su campi in terra rossa del Circolo Tennis Ilva Taranto. Il trofeo è stato denominato Mantegazza Cup negli anni 1988 e 1989 e Trofeo Ilva dal 1990 in poi.
Il torneo è stato vinto più volte soltanto da una tennista nel singolare, Julie Halard e da una sola tennista nel doppio, Sabrina Goleš. Entrambe con due trofei di specialità.
Solo una tennista ha vinto lo stesso anno sia in singolare che nel doppio. l'olandese Brenda Schultz, che si è scontrata nel singolare contro la sua compagna di doppio, l'americana Debbie Graham con cui aveva vinto il giorno prima il titolo di specialità.

## Albo d'oro

### Singolare
| Anno       | Campionessa      | Finalista        | Punteggio     |
| ---------- | ---------------- | ---------------- | ------------- |
| 1984       | Sandra Cecchini  | Sabrina Goleš    | 6–2, 7–5      |
| 1985- 1987 | Non disputato    | Non disputato    | Non disputato |
| 1988       | Helen Kelesi     | Laura Garrone    | 6–0, 6–1      |
| 1989       | Karine Quentrec  | Cathy Caverzasio | 6–3, 5–7, 6–3 |
| 1990       | Raffaella Reggi  | Alexia Dechaume  | 3–6, 6–0, 6–2 |
| 1991       | Emanuela Zardo   | Petra Ritter     | 7–5, 6–2      |
| 1992       | Julie Halard (1) | Emanuela Zardo   | 6–0, 7–5      |
| 1993       | Brenda Schultz   | Debbie Graham    | 7–6(5), 6–2   |
| 1994       | Julie Halard (2) | Irina Spîrlea    | 6–2, 6–3      |

### Doppio
| Anno       | Campionesse                         | Finaliste                          | Punteggio        |
| ---------- | ----------------------------------- | ---------------------------------- | ---------------- |
| 1984       | Sabrina Goleš (1) Petra Huber       | Elena Eliseenko Natasha Reva       | 6–3, 6–3         |
| 1985       | Sandra Cecchini Raffaella Reggi     | Patrizia Murgo Barbara Romanò      | 1–6, 6–4, 6–3    |
| 1986- 1987 | Non disputato                       | Non disputato                      | Non disputato    |
| 1988       | Andrea Betzner Claudia Porwik       | Laura Garrone Helen Kelesi         | 6–1, 6–2         |
| 1989       | Sabrina Goleš (2) Mercedes Paz      | Sophie Amiach Emmanuelle Derly     | 6–2, 6–2         |
| 1990       | Elena Brjuchovec Evgenija Manjukova | Silvia Farina Rita Grande          | 7–6(4), 6–1      |
| 1991       | Alexia Dechaume Florencia Labat     | Laura Golarsa Ann Grossman         | 6–2, 7–5         |
| 1992       | Amanda Coetzer Inés Gorrochategui   | Rachel McQuillan Radka Zrubáková   | 4–6, 6–3, 7–6(0) |
| 1993       | Debbie Graham Brenda Schultz        | Petra Langrová Mercedes Paz        | 6–0, 6–4         |
| 1994       | Irina Spîrlea Noëlle van Lottum     | Sandra Cecchini Isabelle Demongeot | 6–3, 2–6, 6–1    |